# Roberto, Conde de Mortain

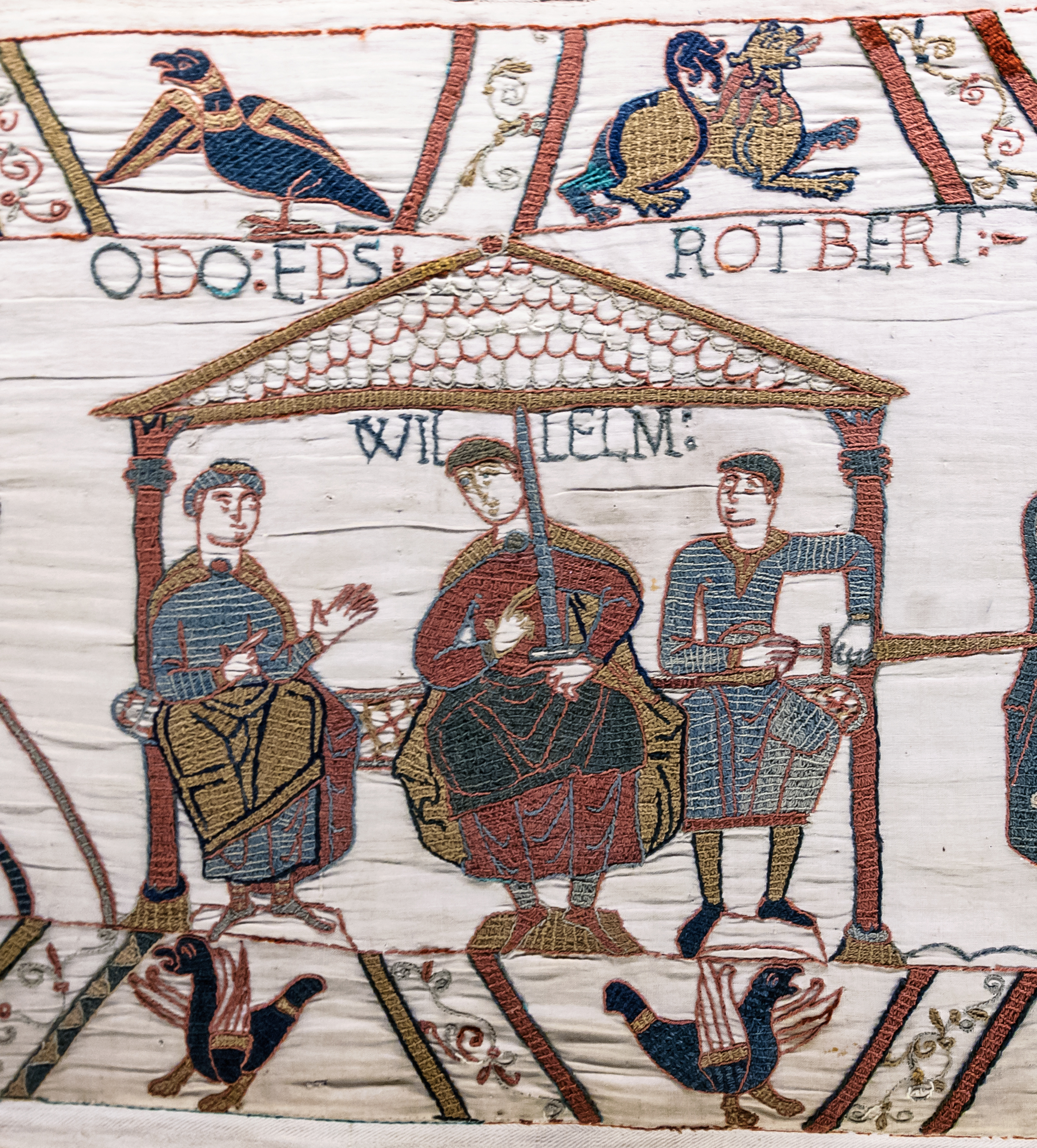
Roberto ("Rotbert"), Conde de Mortain (à direita) senta-se à esquerda de seu meio-irmão, Guilherme duque da Normandia. Seu irmão Odo ("Odo Ep(iscopu)s", "O Bispo") senta-se à direita do duque, implicando sua posição de mais velho. Esta cena na tapeçaria de Bayeux ocorre perto de Hastings, imediatamente antes de Guilherme ordenar a construção de um castelo naquele lugar, algum tempo antes da batalha de Hastings.

Roberto, Conde de Mortain, 2.° Conde de Cornualha (c. 1031–1090) foi um nobre normando e o meio-irmão de Guilherme, o Conquistador. Foi um dos participantes conhecidos na Batalha de Hastings e na época de Domesday Book foi um dos maiores proprietários de terras na Inglaterra.

## Vida
Roberto era filho de Herluino de Conteville com Arlete de Falaise, e irmão de Odo de Bayeux. Nasceu por volta de 1031 na Normandia, como meio-irmão de Guilherme, o Conquistador, e era, provavelmente, não mais do que cerca de um ano mais novo que seu irmão Odo, nascido por volta de 1030. Por volta de 1035, Herluino, como Vicomte de Conteville, juntamente com sua esposa Arlete de Falaise e Roberto fundaram a Abadia de Grestain.
Em cerca de 1049, seu irmão duque Guilherme o fez Conde de Mortain, no lugar de Guilherme Werlenc, que havia sido banido pelo duque; de acordo com Orderico Vital, em uma única palavra. Guilherme Werlenc era neto do duque Ricardo I e, portanto, um primo, uma vez afastado de Guilherme, duque da Normandia. Proteger a fronteira sul da Normandia era fundamental para o duque Guilherme e Roberto confirmassem este condado chave que guardava as fronteiras de Bretanha e Bellême.
No início de 1066, estava presente em ambos o primeiro conselho, do círculo interno de Guilherme, e um segundo conselho maior, realizado para discutir a conquista planejada pelo duque na Inglaterra. Roberto concordou em fornecer 120 navios para a frota de invasão, o que representava mais do que qualquer outro dos magnatas de Guilherme. O conde era um dos poucos homens conhecidos por estar presente na Batalha de Hastings em 1066. É retratado em um jantar em Pevensey na tapeçaria de Bayeux, sentado com seus irmãos Guilherme e Odo no dia do desembarque na Inglaterra. Ao conceder o mosteiro do Monte de São Miguel do mosteiro normando sobre o Monte Saint-Michel, Roberto registrou que tinha lutado na Batalha de Hastings sob a bandeira de São Miguel (habens in bello Sancti Michaelis vexillum).
A contribuição de Roberto para o sucesso da invasão foi claramente considerada como altamente significativa pelo Conquistador, que lhe concedeu uma grande parte dos despojos; um total de 797 feudos na época do Domesday. No entanto, a maior concentração de suas honras estava na Cornualha, onde ocupou praticamente todo esse condado e foi considerado por alguns o Conde de Cornualha. Enquanto Roberto mantinha terras em vinte condados, a maioria de suas participações em determinadas terras eram tão poucas quanto cinco feudos. O valor total de suas propriedades era de 2 100 libras. Administrou a maioria de suas participações no sudoeste de Launceston, Cornualha, e Montacute em Somerset. A detenção de única grande importância, no entanto, foi a violação de Pevensey (Sussex Oriental) que protegia uma das partes mais vulneráveis da costa sul da Inglaterra.

## Últimos anos
Em 1069, juntamente com Roberto d'Eu, liderou um exército contra uma força dos dinamarqueses em Lindsay e afetaram grande massacre contra eles. Depois disso, há pouca menção de Roberto, que parece ter sido um proprietário de terras ausente gastando a maior parte de seu tempo na Normandia. Junto com seu irmão Odo ele participou de uma revolta em 1088 contra Guilherme II, mas depois foi perdoado. Em 8 de dezembro de 1090 Robert morreu e escolheu ser enterrado na Abadia de Grestain, perto de seu pai e ao lado de sua primeira esposa Matilda.

## Caraterísticas
Foi descrito por Guilherme de Malmesbury em seu Gesta Regum como um homem de uma enfadonha disposição estúpida (crassi et hebetis ingenii). Mas Guilherme, o Conquistador, o considerava um dos seus maiores aliados e confiava nele com o importante condado de Mortain. Esta era uma confiança que ele dificilmente colocaria em alguém que seria de qualquer forma incompetente. Mais pistas sobre seu caráter são encontradas na Vita de Vital de Savigny, um monge muito sábio que Roberto procurava como seu capelão. Um incidente fala de Roberto batendo em sua esposa e o monge, intervindo, ameaçando terminar o casamento se ele não se arrependesse. Ainda em outro registo Vital fala em deixar o serviço de Roberto abruptamente e depois de ser escoltado de volta por ele, o nobre implorou por perdão por suas ações. No geral, foi proficiente em todos os deveres atribuídos por seu irmão, era um homem religioso ainda que tivesse um mal-temperamento o suficiente para bater em sua esposa, mas não se conhecido como um homem de grande sabedoria.